# Ивановка (Веревское сельское поселение)
Ива́новка (фин. Porttila) — деревня в Гатчинском муниципальном округе Ленинградской области.

## История
ИВАНОВКА — деревня действительной статской советницы графини Зубовой, по почтовому тракту, число дворов — 5, число душ — 39 м. п. (1856 год)

Согласно «Топографической карте частей Санкт-Петербургской и Выборгской губерний» в 1860 году деревня называлась Ивановка и насчитывала 3 крестьянских двора.

ИВАНОВО — деревня удельная при колодцах, число дворов — 2, число жителей: 10 м. п., 7 ж. п. (1862 год)

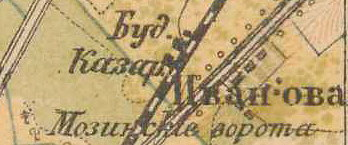
План деревни Ивановка. 1885 год

В конце XIX века деревня административно относилась к Мозинской волости 1-го стана Царскосельского уезда Санкт-Петербургской губернии, в начале XX века — 4-го стана. Население деревни было исключительно финским.
Согласно данным переписи населения СССР 1926 года в деревне Ивановка Романовского сельсовета Троцкой волости Троцкого уезда проживали 35 человек, все финны.

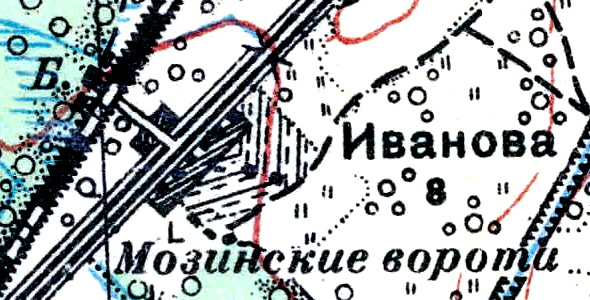
План деревни Ивановка. 1931 год

Согласно топографической карте 1931 года деревня называлась Иванова и насчитывала 8 дворов.
По данным 1933 года деревня называлась Ивановка и входила в состав Романовского финского национального сельсовета Красногвардейского района.
По данным 1966 и 1973 годов деревня Ивановка входила в состав Антелевского сельсовета.
По данным 1990 года деревня Ивановка входила в состав Веревского сельсовета.
В 1997 году в деревне проживали 32 человека, в 2002 году — 50 человек (русские — 28%, цыгане — 52%).
По состоянию на 1 января 2006 года в деревне насчитывалось 16 домохозяйств и 9 дач, общая численность населения составляла 45 человек.
В 2007 году — 48.

## География
Деревня расположена в северной части района на автодороге 41К-010 (Красное Село — Гатчина — Павловск), близ железнодорожной платформы Новое Мозино.
Расстояние до административного центра поселения, деревни Малое Верево — 7 км.
Расстояние до железнодорожной платформы Старое Мозино — 4 км.

## Транспорт
От Гатчины и Павловска до Ивановки можно доехать на автобусе № 529.

## Демография
| 1862 | 2006 | 2007 | 2010 | 2017 |
| ---- | ---- | ---- | ---- | ---- |
| 17   | ↗45  | ↗48  | ↗51  | ↗111 |

### Национальный состав
Согласно данным Всероссийской переписи населения 2021 года в деревне проживали 78 человек, из них:
 русские — 50, цыгане — 19, финны — 4, узбеки — 1, остальные национальность не указали.

## Предприятия и организации
- Ясли-сад
- СХПК «Красногвардейский» — производство и продажа сельхозпродукции
- Фельдшерско-акушерский пункт

## Достопримечательности
- Мозинские ворота XVIII века у южного въезда в деревню[21]

## Улицы
Павловская, Павловское шоссе.